# Order Up!
Order Up! est un jeu vidéo de simulation développé par SuperVillain Studios et édité par Zoo Games, sorti en 2008 sur Wii, PlayStation 3, Nintendo 3DS, iOS et Android.
Le nom du jeu est écrit Order Up!! sur PlayStation 3 et Nintendo 3DS. Sur iOS et Android, il se nomme Order Up!! To Go.

## Accueil
- Jeuxvideo.com : 14/20[1]